# Transformation de Landen

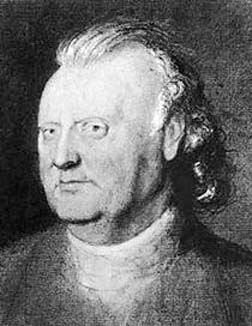
John Landen (1719-1790)

Les transformations de Landen transforment une intégrale elliptique (ou une fonction elliptique jacobienne) en une autre intégrale elliptique (ou une autre fonction elliptique jacobienne) de même forme, mais avec des variables différentes. Les transformations croissantes augmentent le module des fonctions elliptiques tandis que les transformations décroissantes le diminuent. Elles permettent d'effectuer plus rapidement les calculs numériques des fonctions elliptiques.

## Historique
Cette transformation est l'œuvre initiale du mathématicien anglais John Landen (1719-1790) qui proposa en 1775 un changement de variable très réussi pour les intégrales et fonctions elliptiques.
Il a pu montrer que la longueur d'un arc d'hyperbole pouvait être exprimée par les longueurs des arcs de deux ellipses différentes. Chacune d’elles présente une excentricité qui peut être identifiée au module elliptique. La relation particulière entre les excentricités des deux ellipses que Landen découvrit plus tard porte son nom.
Cette transformation a été redécouverte indépendamment par Carl Friedrich Gauss. La forme actuelle de la transformation de Landen a été développée par Joseph-Louis Lagrange, Adrien-Marie Legendre et Gauss. En utilisant la transformation de Landen, Gauss a calculé la longueur de la lemniscate[réf. souhaitée].
En particulier, les travaux de Legendre ont joué un rôle majeur pour Niels Henrik Abel et Charles Gustave Jacob Jacobi dans leur développement des fonctions elliptiques.
Landen a découvert une nouvelle façon de calculer, et pas seulement les fonctions elliptiques. Son idée principale, selon laquelle la fonction calculée peut être représentée par une fonction de la même forme mais avec d'autres paramètres qui tendent vers certaines limites lors de la récursion, a ensuite été largement utilisée en mathématiques computationnelles. Cette transformation modulaire joue un rôle important dans les mathématiques modernes.

## Changement de variable et nouveau module
Au sens large, la transformation de Landen désigne une transformation reposant sur le principe selon lequel la fonction calculée peut être représentée par une fonction de la même forme mais avec d'autres paramètres qui tendent vers certaines limites lors de la récursion ; tandis que la transformation de Landen à proprement parler désigne la transformation qui utilise le changement de variable que Landen a proposé[réf. souhaitée].
On pose :
{\displaystyle {\begin{cases}k_{0}=k\\k'_{0}=k'\\\theta _{0}=\theta \end{cases}}}.
Les transformations changent le module {\displaystyle k_{0}} en un autre module {\displaystyle k_{1}} ou {\displaystyle k_{-1}} en changeant la variable d'intégration {\displaystyle \theta _{0}} en une nouvelle variable {\displaystyle \theta _{1}} ou {\displaystyle \theta _{-1}} définie ainsi :
- pour la transformation de Landen :

{\displaystyle \sin \left(2\theta _{n+1}-\theta _{n}\right)=k_{n}\sin \theta _{n}\quad \Leftrightarrow \quad \sin \theta _{n}={\frac {{\frac {2}{1+k_{n}}}\sin \theta _{n+1}\cos \theta _{n+1}}{\sqrt {1-\left({\frac {2{\sqrt {k_{n}}}}{1+k_{n}}}\right)^{2}\sin ^{2}\theta _{n+1}}}}={\frac {\left(1+k_{n+1}'\right)\sin \theta _{n+1}\cos \theta _{n+1}}{\sqrt {1-k_{n+1}^{2}\sin ^{2}\theta _{n+1}}}}}
- pour la transformation gaussienne :

{\displaystyle \sin \theta _{n+1}={\frac {\left(1+k_{n}\right)\sin \theta _{n}}{1+k_{n}\sin ^{2}\theta _{n}}}\quad \Leftrightarrow \quad \sin \theta _{n}={\frac {{\frac {2}{1+k_{n}}}\sin \theta _{n+1}}{1+{\sqrt {1-\left({\frac {2{\sqrt {k_{n}}}}{1+k_{n}}}\right)^{2}\sin ^{2}\theta _{n+1}}}}}={\frac {\left(1+k_{n+1}'\right)\sin \theta _{n+1}}{1+{\sqrt {1-k_{n+1}^{2}\sin ^{2}\theta _{n+1}}}}}}
Ainsi, pour la transformation de Landen comme pour la transformation gaussienne, on a les relations suivantes :
{\displaystyle {\begin{cases}&k_{n+1}&={\frac {2{\sqrt {k_{n}}}}{1+k_{n}}}&={\frac {2{\sqrt[{4}]{1-k_{n}'^{2}}}}{1+{\sqrt {1-k_{n}'^{2}}}}},&k_{n+1}'&={\frac {1-k_{n}}{1+k_{n}}}&={\frac {1-{\sqrt {1-k_{n}'^{2}}}}{1+{\sqrt {1-k_{n}'^{2}}}}}\\\Leftrightarrow &k_{n-1}&={\frac {1-{\sqrt {1-k_{n}^{2}}}}{1+{\sqrt {1-k_{n}^{2}}}}}&={\frac {1-k_{n}'}{1+k_{n}'}},&k_{n-1}'&={\frac {2{\sqrt[{4}]{1-k_{n}^{2}}}}{1+{\sqrt {1-k_{n}^{2}}}}}&={\frac {2{\sqrt {k_{n}'}}}{1+k_{n}'}}\end{cases}}}
Une transformation qui change {\displaystyle k_{n}} en {\displaystyle k_{n+1}} est une transformation croissante et une transformation qui change {\displaystyle k_{n}} en {\displaystyle k_{n-1}} est une transformation décroissante parce que :
{\displaystyle {\begin{cases}k_{n}\leqslant 1\Rightarrow k_{n+1}\geqslant {\sqrt {k_{n}}}&\Rightarrow k_{n+1}\geqslant k_{n}\\k_{n-1}={\frac {k_{n}^{2}}{\left(1+k_{n}'\right)^{2}}}&\Rightarrow k_{n-1}\leqslant k_{n}\end{cases}}}
On peut aussi exprimer ainsi la relation de récurrence :
{\displaystyle k_{n-1}=\tan ^{2}{\frac {\arcsin k_{n}}{2}}=\operatorname {th} ^{2}{\frac {\operatorname {argth} k_{n}}{2}}}

## Transformations de Landen des intégrales elliptiques de première espèce

### Transformation de Landen

#### Démonstration
On commence par vérifier la réciprocité de :
{\displaystyle \sin \left(2\theta _{n+1}-\theta _{n}\right)=k_{n}\sin \theta _{n}\quad \Leftrightarrow \quad \sin \theta _{n}={\frac {{\frac {2}{1+k_{n}}}\sin \theta _{n+1}\cos \theta _{n+1}}{\sqrt {1-\left({\frac {2{\sqrt {k_{n}}}}{1+k_{n}}}\right)^{2}\sin ^{2}\theta _{n+1}}}}}
On a :
{\displaystyle \sin \theta _{n}={\frac {\sin \left(2\theta _{n+1}\right)}{\sqrt {1+k_{n}^{2}+2k_{n}\cos \left(2\theta _{n+1}\right)}}}\quad ,\quad \cos \theta _{n}={\frac {k_{n}+\cos \left(2\theta _{n+1}\right)}{\sqrt {1+k_{n}^{2}+2k_{n}\cos \left(2\theta _{n+1}\right)}}}\quad ,\quad \tan \theta _{n}={\frac {\sin \left(2\theta _{n+1}\right)}{k_{n}+\cos \left(2\theta _{n+1}\right)}}}
En multipliant cette dernière égalité par {\displaystyle \cos \theta _{n}\left[k_{n}+\cos \left(2\theta _{n+1}\right)\right]}, on a bien : {\displaystyle \sin \left(2\theta _{n+1}-\theta _{n}\right)=k_{n}\sin \theta _{n}}. Ce changement de variable permet que l'angle transformé devienne plus petit que l'angle d'origine : {\displaystyle k_{n}\leqslant 1\Rightarrow 2\theta _{n+1}-\theta _{n}\leqslant \theta _{n}\Rightarrow \theta _{n+1}\leqslant \theta _{n}}.
Les grandeurs apparaissant dans l'intégrale elliptique de première espèce sont :
{\displaystyle {\sqrt {1-k_{n}^{2}\sin ^{2}\theta _{n}}}={\sqrt {1-\sin ^{2}(2\theta _{n+1}-\theta _{n})}}=\cos \left(2\theta _{n+1}-\theta _{n}\right)={\frac {1+k_{n}\cos \left(2\theta _{n+1}\right)}{\sqrt {1+k_{n}^{2}+2k_{n}\cos \left(2\theta _{n+1}\right)}}}}
{\displaystyle \mathrm {d} \theta _{n}=\cos ^{2}\theta _{n}\,\mathrm {d} \tan \theta _{n}={\frac {2\left[1+k_{n}\cos \left(2\theta _{n+1}\right)\right]}{1+k_{n}^{2}+2k_{n}\cos \left(2\theta _{n+1}\right)}}\mathrm {d} \theta _{n+1}}
Ainsi :
{\displaystyle {\mathrm {d} \theta _{n} \over {\sqrt {1-k_{n}^{2}\sin ^{2}\theta _{n}}}}={\frac {2}{1+k_{n}}}{\frac {\mathrm {d} \theta _{n+1}}{\sqrt {1-k_{n+1}^{2}\sin ^{2}\theta _{n+1}}}}}

#### Amplitude
On calcule l'amplitude {\displaystyle \varphi _{n+1}^{L}} (on pose : {\displaystyle \varphi _{0}^{L}=\varphi }) :
{\displaystyle \sin ^{2}\varphi _{n}^{L}={\frac {1-\cos ^{2}(2\varphi _{n+1}^{L})}{1+k_{n}^{2}+2k_{n}\cos(2\varphi _{n+1}^{L})}}}
{\displaystyle \Rightarrow \cos ^{2}(2\varphi _{n+1}^{L})+2k_{n}\sin ^{2}\varphi _{n}^{L}\cos(2\varphi _{n+1}^{L})+k_{n}^{2}\sin ^{2}\varphi _{n}^{L}-1+\sin ^{2}\varphi _{n}^{L}=0}
{\displaystyle \Rightarrow \cos(2\varphi _{n+1}^{L})=-k_{n}\sin ^{2}\varphi _{n}^{L}\pm {\sqrt {k_{n}^{2}\sin ^{4}\varphi _{n}^{L}-k_{n}^{2}\sin ^{2}\varphi _{n}^{L}+1-\sin ^{2}\varphi _{n}^{L}}}\in \left[-1;+1\right]}
{\displaystyle \Rightarrow \cos(2\varphi _{n+1}^{L})=-k_{n}\sin ^{2}\varphi _{n}^{L}+\cos \varphi _{n}^{L}{\sqrt {1-k_{n}^{2}\sin ^{2}\varphi _{n}^{L}}}}
{\displaystyle \Rightarrow \varphi _{n+1}^{L}=\arcsin {\sqrt {\frac {1+k_{n}\sin ^{2}\varphi _{n}^{L}-\cos \varphi _{n}^{L}{\sqrt {1-k_{n}^{2}\sin ^{2}\varphi _{n}^{L}}}}{2}}}}
On calcule l'amplitude {\displaystyle \varphi _{n}^{L}}. Puisque {\displaystyle \varphi _{n+1}^{L}\in \left[{\frac {\varphi _{n}^{L}}{2}};\varphi _{n}^{L}\right]\Leftrightarrow \varphi _{n}^{L}\in \left[\varphi _{n+1}^{L};2\varphi _{n+1}^{L}\right]}, on a :
{\displaystyle {\begin{cases}\varphi _{n+1}^{L}\in \left[0;{\frac {\pi }{2}}-{\frac {\arccos k_{n}}{2}}\right]&\Leftrightarrow \varphi _{n}^{L}\in \left[0;{\frac {\pi }{2}}\right]\\\varphi _{n+1}^{L}\in \left[{\frac {\pi }{2}}-{\frac {\arccos k_{n}}{2}};{\frac {\pi }{2}}\right]&\Leftrightarrow \varphi _{n}^{L}\in \left[{\frac {\pi }{2}};\pi \right]\end{cases}}}
{\displaystyle \varphi _{n}^{L}=\arccos {\frac {k_{n}+\cos \left(2\varphi _{n+1}^{L}\right)}{\sqrt {1+k_{n}^{2}+2k_{n}\cos \left(2\varphi _{n+1}^{L}\right)}}}=\arccos {\frac {1-\left(1+k'_{n+1}\right)\sin ^{2}\varphi _{n+1}^{L}}{\sqrt {1-k_{n+1}^{2}\sin ^{2}\varphi _{n+1}^{L}}}}}
Si on utilise la notation de l'intégrale elliptique avec un point-virgule, on est obligé de décomposer l'intégrale en tronçons ne dépassant pas {\displaystyle \pi /2} puisque cette notation ne permet que d'exprimer des intégrales elliptiques dont l'amplitude ne dépasse pas {\displaystyle \pi /2} : si {\displaystyle \varphi _{n}^{L}\in \left]\pi /2;\pi \right]}, {\displaystyle F\left(\varphi _{n}^{L},k_{n}\right)=2K\left(k_{n}\right)-F\left(\pi -\varphi _{n}^{L},k_{n}\right)=2K\left(k_{n}\right)-F\left(\sin \varphi _{n}^{L};k_{n}\right)}.

#### Autre formulation
Si {\displaystyle k_{n}}, {\displaystyle k_{n+1}'}, {\displaystyle \varphi _{n}^{L}} et {\displaystyle \varphi _{n+1}^{L}} sont tels que {\displaystyle \left(1+k_{n}\right)\left(1+k_{n+1}'\right)=2} et {\displaystyle \tan \left(\varphi _{n}^{L}-\varphi _{n+1}^{L}\right)=k_{n+1}'\tan \varphi _{n+1}^{L}}, alors la transformation de Landen stipule que :
{\displaystyle F\left(\varphi _{n}^{L},k_{n}\right)={\frac {2}{1+k_{n}}}F\left(\varphi _{n+1}^{L},k_{n+1}\right)=(1+k_{n+1}')F\left(\varphi _{n+1}^{L},k_{n+1}\right)}
La transformation de Landen peut donc être exprimée soit en fonction de son module elliptique {\displaystyle k}, soit en fonction de son comodule {\displaystyle k'}.
En effet :
- En réécrivant {\displaystyle \sin \left(2\varphi _{n+1}^{L}-\varphi _{n}^{L}\right)=k_{n}\sin \varphi _{n}^{L}} :

{\displaystyle \sin \varphi _{n+1}^{L}\cos \left(\varphi _{n+1}^{L}-\varphi _{n}^{L}\right)+\cos \varphi _{n+1}^{L}\sin \left(\varphi _{n+1}^{L}-\varphi _{n}^{L}\right)=k_{n}\sin \left(\varphi _{n}^{L}-\varphi _{n+1}^{L}\right)\cos \varphi _{n+1}^{L}+k_{n}\cos \left(\varphi _{n}^{L}-\varphi _{n+1}^{L}\right)\sin \varphi _{n+1}^{L}}
et en divisant par {\displaystyle \cos \varphi _{n+1}^{L}\cos \left(\varphi _{n+1}^{L}-\varphi _{n}^{L}\right)}, on a :
{\displaystyle \tan \varphi _{n+1}^{L}-\tan \left(\varphi _{n}^{L}-\varphi _{n+1}^{L}\right)=k_{n}\tan \left(\varphi _{n}^{L}-\varphi _{n+1}^{L}\right)+k_{n}\tan \varphi _{n+1}^{L}}
ce qui donne :
{\displaystyle \tan \left(\varphi _{n}^{L}-\varphi _{n+1}^{L}\right)=k_{n+1}'\tan \varphi _{n+1}^{L}\Rightarrow {\frac {\tan \varphi _{n}^{L}-\tan \varphi _{n+1}^{L}}{1+\tan \varphi _{n}^{L}\tan \varphi _{n+1}^{L}}}=k_{n+1}'\tan \varphi _{n+1}^{L}\Rightarrow \tan \varphi _{n}^{L}={\frac {\left(1+k_{n+1}'\right)\tan \varphi _{n+1}^{L}}{1-k_{n+1}'\tan ^{2}\varphi _{n+1}^{L}}}}
- De plus, on a :

{\displaystyle \left(1+k_{n}\right)\left(1+k_{n+1}'\right)=2}

### Transformation gaussienne

#### Démonstration
On commence par vérifier la réciprocité de :
{\displaystyle \sin \theta _{n+1}={\frac {\left(1+k_{n}\right)\sin \theta _{n}}{1+k_{n}\sin ^{2}\theta _{n}}}\quad \Leftrightarrow \quad \sin \theta _{n}={\frac {{\frac {2}{1+k_{n}}}\sin \theta _{n+1}}{1+{\sqrt {1-\left({\frac {2{\sqrt {k}}_{n}}{1+k_{n}}}\right)^{2}\sin ^{2}\theta _{n+1}}}}}}
On a bien :
{\displaystyle \sin \theta _{n}={\frac {\frac {2\sin \theta _{n}}{1+k_{n}\sin ^{2}\theta _{n}}}{1+{\sqrt {1-\left({\frac {2{\sqrt {k}}_{n}}{1+k_{n}}}\right)^{2}{\frac {\left(1+k_{n}\right)^{2}\sin ^{2}\theta _{n}}{\left(1+k_{n}\sin ^{2}\theta _{n}\right)^{2}}}}}}}={\frac {\frac {2\sin \theta _{n}}{1+k_{n}\sin ^{2}\theta _{n}}}{1+{\frac {1-k_{n}\sin ^{2}\theta _{n}}{1+k_{n}\sin ^{2}\theta _{n}}}}}=\sin \theta _{n}}
Les grandeurs apparaissant dans l'intégrale elliptique de première espèce sont :
{\displaystyle {\sqrt {1-k_{n}^{2}\sin ^{2}\theta _{n}}}={\frac {\sqrt {\left(1+k_{n}-k_{n}\cos ^{2}\theta _{n}\right)^{2}-\left(1+k_{n}\right)^{2}+\left(1+k_{n}\right)^{2}\cos ^{2}\theta _{n}}}{\cos \theta _{n}}}={\frac {\sqrt {\left(1+k_{n}\sin ^{2}\theta _{n}\right)^{2}-\left(1+k_{n}\right)^{2}\sin ^{2}\theta _{n}}}{\cos \theta _{n}}}}
{\displaystyle \mathrm {d} \theta _{n+1}={\frac {\mathrm {d} \sin \theta _{n+1}}{\cos \theta _{n+1}}}={\frac {\left(1+k_{n}\sin ^{2}\theta _{n}\right)\left({1+k_{n}}\right)\cos \theta _{n}-2k_{n}\left({1+k_{n}}\right)\sin ^{2}\theta _{n}\cos \theta _{n}}{\cos \theta _{n+1}\left(1+k_{n}\sin ^{2}\theta _{n}\right)^{2}}}\mathrm {d} \theta _{n}={\frac {\left(1-k_{n}\sin ^{2}\theta _{n}\right)\left({1+k_{n}}\right)\cos \theta _{n}}{\left(1+k_{n}\sin ^{2}\theta _{n}\right){\sqrt {\left(1+k_{n}\sin ^{2}\theta _{n}\right)^{2}-\left(1+k_{n}\right)^{2}\sin ^{2}\theta _{n}}}}}\mathrm {d} \theta _{n}}
On a alors :
{\displaystyle {\frac {\mathrm {d} \theta _{n}}{\sqrt {1-k_{n}^{2}\sin ^{2}\theta _{n}}}}={\frac {\left(1+k_{n}\sin ^{2}\theta _{n}\right)\mathrm {d} \theta _{n+1}}{\left(1-k_{n}\sin ^{2}\theta _{n}\right)\left(1+k_{n}\right)}}={\frac {\mathrm {d} \theta _{n+1}}{\left(1+k_{n}\right){\sqrt {1-{\frac {4k_{n}\sin ^{2}\theta _{n}}{\left(1+k_{n}\sin ^{2}\theta _{n}\right)^{2}}}}}}}={\frac {\mathrm {d} \theta _{n+1}}{\left(1+k_{n}\right){\sqrt {1-\left({\frac {2{\sqrt {k}}_{n}}{1+k_{n}}}\right)^{2}\sin ^{2}\theta _{n+1}}}}}}

#### Amplitude
On calcule l'amplitude {\displaystyle \varphi _{n+1}} (on pose : {\displaystyle \varphi _{0}^{G}=\varphi }) :
{\displaystyle \varphi _{n+1}^{G}=\arcsin {\frac {\left(1+k_{n}\right)\sin \varphi _{n}^{G}}{1+k_{n}\sin ^{2}\varphi _{n}^{G}}}}
L'amplitude {\displaystyle \varphi _{n}^{G}} vaut :
{\displaystyle \varphi _{n}^{G}=\arcsin {\frac {2\sin \varphi _{n+1}^{G}}{1+k_{n}+{\sqrt {1+k_{n}^{2}+2k_{n}\cos \left(2\varphi _{n+1}^{G}\right)}}}}=\arcsin {\frac {\left(1+k'_{n+1}\right)\sin \varphi _{n+1}^{G}}{1+{\sqrt {1-k_{n+1}^{2}\sin ^{2}\varphi _{n+1}^{G}}}}}}

### Transformation AGM quartique
En plus des changements de variable landenien et gaussien, il en existe d'autres, par exemple celui-ci :
{\displaystyle \tan \theta _{n+1}={\frac {1+\sin \theta _{n}}{{\sqrt[{4}]{1-k^{2}}}\cos \theta _{n}}}}[réf. à confirmer]

### Itération
En répétant plusieurs fois de suite la transformation de Landen ou gaussienne, on aura {\displaystyle k_{\infty }\rightarrow 1} si on utilise la transformation croissante, et {\displaystyle k_{-\infty }\rightarrow 0} si on utilise la transformation décroissante. {\displaystyle \varphi } évolue ainsi : {\displaystyle k_{n}\nearrow \,\Rightarrow \varphi _{n}^{L/G}\searrow } et {\displaystyle k_{-n}\searrow \,\Rightarrow \varphi _{-n}^{L/G}\nearrow }. Lorsque le module est égal à 0 ou 1, l'intégrale elliptique peut être calculée analytiquement :
{\displaystyle F\left(\varphi ,0\right)=\varphi }
{\displaystyle F\left(\varphi ,1\right)=\int _{0}^{\varphi }{\frac {\mathrm {d} \theta }{\sqrt {1-\sin ^{2}\theta }}}=\operatorname {artanh} \sin \varphi ={\frac {1}{2}}\ln {\frac {1+\sin \varphi }{1-\sin \varphi }}=\ln {\frac {1+\sin \varphi }{\cos \varphi }}=\ln {\frac {\cos {\frac {\varphi }{2}}+\sin {\frac {\varphi }{2}}}{\cos {\frac {\varphi }{2}}-\sin {\frac {\varphi }{2}}}}=\ln {\frac {1+\tan {\frac {\varphi }{2}}}{1-\tan {\frac {\varphi }{2}}}}=\ln \tan \left({\frac {\varphi }{2}}+{\frac {\pi }{4}}\right)}
Si l'on part d'un module {\displaystyle k} et d'une amplitude {\displaystyle \varphi } arbitraires, une intégrale elliptique générale de première espèce peut être calculée numériquement ainsi :
- Pour la transformation de Landen :

{\displaystyle {\begin{aligned}F\left(\varphi ,k\right)&={2 \over 1+k}F\left(\varphi _{1}^{L},k_{1}\right)&=&{2 \over 1+k}{2 \over 1+k_{1}}F\left(\varphi _{2}^{L},k_{2}\right)&=&{2 \over 1+k_{0}}\cdots {2 \over 1+k_{n-1}}F\left(\varphi _{n}^{L},k_{n}\right)\\&={\frac {k_{1}}{\sqrt {k}}}F\left(\varphi _{1}^{L},k_{1}\right)&=&{\frac {k_{1}}{\sqrt {k}}}{\frac {k_{2}}{\sqrt {k_{1}}}}F\left(\varphi _{2}^{L},k_{2}\right)&=&{\frac {k_{n}{\sqrt {k_{0}\cdots k_{n-1}}}}{k}}F\left(\varphi _{n}^{L},k_{n}\right)\\&={1+k_{-1} \over 2}F\left(\varphi _{-1}^{L},k_{-1}\right)&=&{1+k_{-1} \over 2}{1+k_{-2} \over 2}F\left(\varphi _{-2}^{L},k_{-2}\right)&=&{1+k_{-1} \over 2}\cdots {1+k_{-n} \over 2}F\left(\varphi _{-n}^{L},k_{-n}\right)\\&={\frac {\sqrt {k_{-1}}}{k}}F\left(\varphi _{-1}^{L},k_{-1}\right)&=&{\frac {\sqrt {k_{-1}}}{k}}{\frac {\sqrt {k_{-2}}}{k_{-1}}}F\left(\varphi _{-2}^{L},k_{-2}\right)&=&{\frac {k_{-n}}{k{\sqrt {k_{-1}\cdots k_{-n}}}}}F\left(\varphi _{-n}^{L},k_{-n}\right)\end{aligned}}}
{\displaystyle F\left(\varphi ,k\right)=\ln \tan \left({\frac {\varphi _{\infty }^{L}}{2}}+{\frac {\pi }{4}}\right)\prod _{n=0}^{\infty }{\frac {2}{1+k_{n}}}=\ln \tan \left({\frac {\varphi _{\infty }^{L}}{2}}+{\frac {\pi }{4}}\right){\frac {\sqrt {\prod _{n=0}^{\infty }k_{n}}}{k}}=\lim _{n\rightarrow \infty }\varphi _{-n}^{L}\prod _{i=1}^{n}{\frac {1+k_{-i}}{2}}=\lim _{n\rightarrow \infty }\varphi _{-n}^{L}{\frac {k_{-n}}{k{\sqrt {\prod _{i=1}^{n}k_{-i}}}}}}
- Pour la transformation gaussienne :

{\displaystyle {\begin{aligned}F\left(\varphi ,k\right)&={1 \over 1+k}F\left(\varphi _{1}^{G},k_{1}\right)&=&{1 \over 1+k}{1 \over 1+k_{1}}F\left(\varphi _{2}^{G},k_{2}\right)&=&{1 \over 1+k_{0}}\cdots {1 \over 1+k_{n-1}}F\left(\varphi _{n}^{G},k_{n}\right)\\&={\frac {k_{1}}{2{\sqrt {k}}}}F\left(\varphi _{1}^{G},k_{1}\right)&=&{\frac {k_{1}}{2{\sqrt {k}}}}{\frac {k_{2}}{2{\sqrt {k}}_{1}}}F\left(\varphi _{2}^{G},k_{2}\right)&=&{\frac {k_{n}{\sqrt {k_{0}\cdots k_{n-1}}}}{2^{n}k}}F\left(\varphi _{n}^{G},k_{n}\right)\\&=\left(1+k_{-1}\right)F\left(\varphi _{-1}^{G},k_{-1}\right)&=&\left(1+k_{-1}\right)\left(1+k_{-2}\right)F\left(\varphi _{-2}^{G},k_{-2}\right)&=&\left(1+k_{-1}\right)\cdots \left(1+k_{-n}\right)F\left(\varphi _{-n}^{G},k_{-n}\right)\\&={\frac {2{\sqrt {k_{-1}}}}{k}}F\left(\varphi _{-1}^{G},k_{-1}\right)&=&{\frac {2{\sqrt {k_{-1}}}}{k}}{\frac {2{\sqrt {k_{-2}}}}{k_{-1}}}F\left(\varphi _{-2}^{G},k_{-2}\right)&=&{\frac {2^{n}k_{-n}}{k{\sqrt {k_{-1}\cdots k_{-n}}}}}F\left(\varphi _{-n}^{G},k_{-n}\right)\end{aligned}}}
{\displaystyle F\left(\varphi ,k\right)=\lim _{n\rightarrow \infty }\ln \tan \left({\frac {\varphi _{n}^{G}}{2}}+{\frac {\pi }{4}}\right)\prod _{i=0}^{n}{\frac {1}{1+k_{i}}}=\lim _{n\rightarrow \infty }\ln \tan \left({\frac {\varphi _{n}^{G}}{2}}+{\frac {\pi }{4}}\right){\frac {\sqrt {\prod _{i=0}^{n}k_{n}}}{2^{n}k}}=\varphi _{-\infty }^{G}\prod _{n=1}^{\infty }\left(1+k_{-n}\right)=\varphi _{-\infty }^{G}\lim _{n\rightarrow \infty }{\frac {2^{n}k_{-n}}{k{\sqrt {\prod _{i=1}^{n}k_{-i}}}}}}
où {\displaystyle \varphi _{\infty }^{L}}, {\displaystyle \varphi _{-\infty }^{L}}, {\displaystyle \varphi _{\infty }^{G}} et {\displaystyle \varphi _{-\infty }^{G}} sont les valeurs asymptotiques de l'amplitude transformée. On remarquera que {\displaystyle \varphi _{-n}^{L}} double à chaque itération lorsque {\displaystyle n\to \infty }.
Les convergences de {\displaystyle k_{n}} et {\displaystyle k_{-n}} sont quadratiques : {\displaystyle -\lg \left({1-k_{n}}\right)} et {\displaystyle -\lg k_{-n}} doublent à peu près à chaque itération, ce qui signifie que peu d'itérations suffisent : {\displaystyle k=0{,}1\Rightarrow 1-k_{5}<10^{-14}}, {\displaystyle k=10^{-100}\Rightarrow 1-k_{11}<10^{-14}}, {\displaystyle k=0{,}9\Rightarrow k_{-5}<10^{-14}} et {\displaystyle k=1-10^{-14}\Rightarrow k_{-8}<10^{-14}}.
L'intégrale elliptique complète de première espèce est :
{\displaystyle K(k)=F\left({\frac {\pi }{2}},k\right)={\frac {1+k_{-1}}{2}}F\left(\pi ,k_{-1}\right)=\left(1+k_{-1}\right)K\left(k_{-1}\right)=(1+k_{-1})(1+k_{-2})K\left(k_{-2}\right)={\frac {\pi }{2}}\prod _{n=1}^{\infty }(1+k_{-n})}

### Transformation de Landen du nom elliptique
On a :
{\displaystyle K\left(k_{n+1}\right)=\left(1+k_{n}\right)K\left(k_{n}\right)\Rightarrow K\left({\frac {2{\sqrt {k_{n}}}}{1+k_{n}}}\right)=\left(1+k_{n}\right)K\left(k_{n}\right)\Rightarrow K\left({\frac {2{\sqrt {k_{n}'}}}{1+k_{n}'}}\right)=\left(1+k_{n}'\right)K\left(k_{n}'\right)\Rightarrow K\left(k_{n-1}'\right)=\left(1+k_{n}'\right)K\left(k_{n}'\right)\Rightarrow }
{\displaystyle K\left(k_{n}'\right)=\left(1+k_{n+1}'\right)K\left(k_{n+1}'\right)}
{\displaystyle \Rightarrow {\frac {K\left(k'_{n}\right)}{K\left(k_{n}\right)}}=2{\frac {K\left(k_{n+1}'\right)}{K\left(k_{n+1}\right)}}}
{\displaystyle \Rightarrow q(k_{n})^{2}=q\left(k_{n-1}\right)}

## Transformations de Landen des intégrales elliptiques de deuxième espèce

### Transformation de Landen

#### Démonstration
On pose (avec {\displaystyle a>b}) :
{\displaystyle {\begin{cases}\displaystyle F\left(a,b,\varphi \right)=\int _{0}^{\varphi }{\frac {\mathrm {d} \theta }{\sqrt {a^{2}\cos ^{2}\theta +b^{2}\sin ^{2}\theta }}}\\[4pt]\displaystyle E\left(a,b,\varphi \right)=\int _{0}^{\varphi }{\sqrt {a^{2}\cos ^{2}\theta +b^{2}\sin ^{2}\theta }}\,\mathrm {d} \theta \end{cases}}} et {\displaystyle {\begin{cases}a_{n-1}={\frac {a_{n}+b_{n}}{2}}\\b_{n-1}={\sqrt {a_{n}b_{n}}}\\c_{n-1}={\frac {a_{n}-b_{n}}{2}}\end{cases}}}
Le module devient {\displaystyle k_{n}={\sqrt {1-\left({\frac {b_{n}}{a_{n}}}\right)^{2}}}={\frac {c_{n}}{a_{n}}}}, si bien que {\displaystyle k_{n-1}={\frac {a_{n}-b_{n}}{a_{n}+b_{n}}}}. On a {\displaystyle a_{n}^{2}=b_{n}^{2}+c_{n}^{2}}. {\displaystyle a_{-1}} et {\displaystyle b_{-1}} sont respectivement la moyenne arithmétique et géométrique de {\displaystyle a} et {\displaystyle b}. Si la transformation est itérée plusieurs fois, alors les paramètres {\displaystyle a_{-i}} et {\displaystyle b_{-i}} convergent très rapidement vers une valeur commune, même s’ils sont initialement d’ordres de grandeur différents. La valeur limite est appelée moyenne arithmético-géométrique de {\displaystyle a} et {\displaystyle b} et notée {\displaystyle \operatorname {AGM} (a,b)} ou {\displaystyle M(a,b)}. On a alors {\displaystyle a_{-\infty }=b_{-\infty }=\operatorname {AGM} \left(a,b\right)}. On a :
{\displaystyle {\frac {2}{1+k_{n-1}}}{\frac {\mathrm {d} \theta _{n}}{\sqrt {1-k_{n}^{2}\sin ^{2}\theta _{n}}}}={\mathrm {d} \theta _{n-1} \over {\sqrt {1-k_{n-1}^{2}\sin ^{2}\theta _{n-1}}}}\Rightarrow {\frac {2\mathrm {d} \theta _{n}}{\sqrt {a_{n}^{2}\cos ^{2}\theta _{n}+b_{n}^{2}\sin ^{2}\theta _{n}}}}={\frac {\mathrm {d} \theta _{n-1}}{\sqrt {a_{n-1}^{2}\cos ^{2}\theta _{n-1}+b_{n-1}^{2}\sin ^{2}\theta _{n-1}}}}}
et :
{\displaystyle \cos(2\theta _{n}^{L})=-k_{n-1}\sin ^{2}\theta _{n-1}^{L}+\cos \theta _{n-1}^{L}{\sqrt {1-k_{n-1}^{2}\sin ^{2}\theta _{n-1}^{L}}}}
{\displaystyle \Rightarrow {\begin{cases}2\cos ^{2}\theta _{n}^{L}=1-k_{n-1}\sin ^{2}\theta _{n-1}^{L}+\cos \theta _{n-1}^{L}{\sqrt {1-k_{n-1}^{2}\sin ^{2}\theta _{n-1}^{L}}}\\2\sin ^{2}\theta _{n}^{L}=1+k_{n-1}\sin ^{2}\theta _{n-1}^{L}-\cos \theta _{n-1}^{L}{\sqrt {1-k_{n-1}^{2}\sin ^{2}\theta _{n-1}^{L}}}\end{cases}}}
{\displaystyle {\begin{aligned}\Rightarrow 2a_{n}^{2}\cos ^{2}\theta _{n}^{L}+2b_{n}^{2}\sin ^{2}\theta _{n}^{L}&=\left(a_{n}^{2}+b_{n}^{2}\right)\left(\cos ^{2}\theta _{n-1}^{L}+\sin ^{2}\theta _{n-1}^{L}\right)-\left(a_{n}^{2}-b_{n}^{2}\right)k_{n-1}\sin ^{2}\theta _{n-1}^{L}+\left(a_{n}^{2}-b_{n}^{2}\right)\cos \theta _{n-1}^{L}{\sqrt {1-k_{n-1}^{2}\sin ^{2}\theta _{n-1}^{L}}}\\&=\left(a_{n}^{2}+b_{n}^{2}\right)\cos ^{2}\theta _{n-1}^{L}+2a_{n}b_{n}\sin ^{2}\theta _{n-1}^{L}+\left(a_{n}-b_{n}\right)\cos \theta _{n-1}^{L}{\sqrt {\left(a_{n}+b_{n}\right)^{2}-\left(a_{n}-b_{n}\right)^{2}\sin ^{2}\theta _{n-1}^{L}}}\\&=4\left(a_{n-1}^{2}\cos ^{2}\theta _{n-1}^{L}+b_{n-1}^{2}\sin ^{2}\theta _{n-1}^{L}\right)-2b_{n-1}^{2}+4c_{n-1}\cos \theta _{n-1}^{L}{\sqrt {a_{n-1}^{2}\cos ^{2}\theta _{n-1}^{L}+b_{n-1}^{2}\sin ^{2}\theta _{n-1}^{L}}}\end{aligned}}}
En intégrant, on obtient :
{\displaystyle F\left(a_{n},b_{n},\varphi _{n}^{L}\right)={\frac {1}{2}}F\left(a_{n-1},b_{n-1},\varphi _{n-1}^{L}\right)={\frac {1}{2^{m}}}F\left(a_{n-m},b_{n-m},\varphi _{n-m}^{L}\right)}
{\displaystyle E\left(a_{n},b_{n},\varphi _{n}^{L}\right)=E\left(a_{n-1},b_{n-1},\varphi _{n-1}^{L}\right)-{\frac {b_{n-1}^{2}}{2}}F\left(a_{n-1},b_{n-1},\varphi _{n-1}^{L}\right)+c_{n-1}\sin \varphi _{n-1}^{L}}
{\displaystyle \Rightarrow E\left(\varphi _{n}^{L},k_{n}\right)={\frac {a_{n-1}}{a_{n}}}E\left(\varphi _{n-1}^{L},k_{n-1}\right)-{\frac {b_{n-1}^{2}}{2a_{n}a_{n-1}}}F\left(\varphi _{n-1}^{L},k_{n-1}\right)+{\frac {c_{n-1}}{a_{n}}}\sin \varphi _{n-1}^{L}}
{\displaystyle \Rightarrow E\left(\varphi _{n}^{L},k_{n}\right)={\frac {1+k_{n}'}{2}}E\left(\varphi _{n-1}^{L},k_{n-1}\right)-{\frac {k_{n}'}{1+k_{n}'}}F\left(\varphi _{n-1}^{L},k_{n-1}\right)+{\frac {1-k_{n}'}{2}}\sin \varphi _{n-1}^{L}}
{\displaystyle \Rightarrow E\left(\varphi _{n}^{L},k_{n}\right)={\frac {1}{1+k_{n-1}}}E\left(\varphi _{n-1}^{L},k_{n-1}\right)-{\frac {1-k_{n-1}}{2}}F\left(\varphi _{n-1}^{L},k_{n-1}\right)+{\frac {k_{n-1}}{1+k_{n-1}}}\sin \varphi _{n-1}^{L}}
On fera attention comme précédemment si on utilise les notations avec un point-virgule.

#### Itération
{\displaystyle {\begin{aligned}E\left(a,b,\varphi \right)-a^{2}F\left(a,b,\varphi \right)&=E\left(a_{-1},b_{-1},\varphi _{-1}^{L}\right)-a_{-1}^{2}F\left(a_{-1},b_{-1},\varphi _{-1}^{L}\right)+\left(a_{-1}^{2}-{\frac {a^{2}}{2}}-{\frac {b_{-1}^{2}}{2}}\right)F\left(a_{-1},b_{-1},\varphi _{-1}^{L}\right)+c_{-1}\sin \varphi _{-1}^{L}\\&=E\left(a_{-1},b_{-1},\varphi _{-1}^{L}\right)-a_{-1}^{2}F\left(a_{-1},b_{-1},\varphi _{-1}^{L}\right)-a_{-1}c_{-1}F\left(a_{-1},b_{-1},\varphi _{-1}^{L}\right)+c_{-1}\sin \varphi _{-1}^{L}\\&=E\left(a_{-1},b_{-1},\varphi _{-1}^{L}\right)-a_{-1}^{2}F\left(a_{-1},b_{-1},\varphi _{-1}^{L}\right)-2a_{-1}c_{-1}F\left(a,b,\varphi \right)+c_{-1}\sin \varphi _{-1}^{L}\\&=E\left(a_{-2},b_{-2},\varphi _{-2}^{L}\right)-a_{-2}^{2}F\left(a_{-2},b_{-2},\varphi _{-2}^{L}\right)-2a_{-1}c_{-1}F\left(a,b,\varphi \right)-4a_{-2}c_{-2}F\left(a,b,\varphi \right)+c_{-1}\sin \varphi _{-1}^{L}+c_{-2}\sin \varphi _{-2}^{L}\\&=\operatorname {AGM} \left(a,b\right)\varphi _{-\infty }^{L}-\operatorname {AGM} \left(a,b\right)\varphi _{-\infty }^{L}-\sum _{n=1}^{\infty }2^{n}a_{-n}c_{-n}F\left(a,b,\varphi \right)+\sum _{n=1}^{\infty }c_{-n}\sin \varphi _{-n}^{L}\\&=-\sum _{n=1}^{\infty }2^{n}a_{-n}c_{-n}F\left(a,b,\varphi \right)+\sum _{n=1}^{\infty }c_{-n}\sin \varphi _{-n}^{L}\end{aligned}}}
{\displaystyle E\left(a,b,\varphi \right)=\left[a^{2}-\sum _{n=1}^{\infty }2^{n}a_{-n}c_{-n}\right]F\left(a,b,\varphi \right)+\sum _{n=1}^{\infty }c_{-n}\sin \varphi _{-n}^{L}}
{\displaystyle {\begin{aligned}E\left(\varphi ,k\right)&=\left[1-\sum _{n=1}^{\infty }{\frac {2^{n}a_{-n}c_{-n}}{a^{2}}}\right]F\left(\varphi ,k\right)+\sum _{n=1}^{\infty }{\frac {c_{-n}}{a}}\sin \varphi _{-n}^{L}\\&=\left[1-{\tfrac {2a_{-1}c_{-1}}{a^{2}}}-{\tfrac {2a_{-1}c_{-1}}{a^{2}}}{\tfrac {2a_{-2}c_{-2}}{a_{-1}c_{-1}}}-{\tfrac {2a_{-1}c_{-1}}{a^{2}}}{\tfrac {2a_{-2}c_{-2}}{a_{-1}c_{-1}}}{\tfrac {2a_{-3}c_{-3}}{a_{-2}c_{-2}}}-\cdots \right]F\left(\varphi ,k\right)+{\tfrac {c_{-1}}{a}}\sin \varphi _{-1}^{L}+{\tfrac {a_{-1}}{a}}{\tfrac {c_{-2}}{a_{-1}}}\sin \varphi _{-2}^{L}+{\tfrac {a_{-1}}{a}}{\tfrac {a_{-2}}{a_{-1}}}{\tfrac {c_{-3}}{a_{-2}}}\sin \varphi _{-3}^{L}+\cdots \\&=\left[1-{\tfrac {k^{2}}{2}}\left(1+{\tfrac {k_{-1}}{2}}+{\tfrac {k_{-1}k_{-2}}{4}}+{\tfrac {k_{-1}k_{-2}k_{-3}}{8}}+\cdots \right)\right]F\left(\varphi ,k\right)+{\tfrac {k_{-1}}{1+k_{-1}}}\sin \varphi _{-1}^{L}+{\tfrac {1}{1+k_{-1}}}{\tfrac {k_{-2}}{1+k_{-2}}}\sin \varphi _{-2}^{L}+{\tfrac {1}{1+k_{-1}}}{\tfrac {1}{1+k_{-2}}}{\tfrac {k_{-3}}{1+k_{-3}}}\sin \varphi _{-3}^{L}+\cdots \\&=\left[1-k\left(\sum _{n=0}^{\infty }\prod _{i=0}^{n}{\frac {k_{-i}}{2^{n}}}\right)\right]F\left(\varphi ,k\right)+\sum _{n=1}^{\infty }{\frac {k_{-n}}{\prod _{i=1}^{n}\left(1+k_{-i}\right)}}\sin \varphi _{-n}^{L}\\&=\left[1-k\left({\tfrac {k}{2}}+{\tfrac {k\,k_{-1}}{4}}+{\tfrac {k\,k_{-1}k_{-2}}{8}}+{\tfrac {k\,k_{-1}k_{-2}k_{-3}}{16}}+\cdots \right)\right]F\left(\varphi ,k\right)+k_{-1}{\tfrac {k}{2{\sqrt {k_{-1}}}}}\sin \varphi _{-1}^{L}+k_{-2}{\tfrac {k}{2{\sqrt {k_{-1}}}}}{\tfrac {k_{-1}}{2{\sqrt {k_{-2}}}}}\sin \varphi _{-2}^{L}+k_{-3}{\tfrac {k}{2{\sqrt {k_{-1}}}}}{\tfrac {k_{-1}}{2{\sqrt {k_{-2}}}}}{\tfrac {k_{-2}}{2{\sqrt {k_{-3}}}}}\sin \varphi _{-3}^{L}+\cdots \\&=\left[1-k\left({\tfrac {k}{2}}+{\tfrac {k\,k_{-1}}{4}}+{\tfrac {k\,k_{-1}k_{-2}}{8}}+{\tfrac {k\,k_{-1}k_{-2}k_{-3}}{16}}+\cdots \right)\right]F\left(\varphi ,k\right)+k\left[{\tfrac {\sqrt {k_{-1}}}{2}}\sin \varphi _{-1}^{L}+{\tfrac {\sqrt {k_{-1}k_{-2}}}{4}}\sin \varphi _{-2}^{L}+{\tfrac {\sqrt {k_{-1}k_{-2}k_{-3}}}{8}}\sin \varphi _{-3}^{L}+\cdots \right]\\&=\left[1-k\left(\sum _{n=0}^{\infty }\prod _{i=0}^{n}{\frac {k_{-i}}{2^{n}}}\right)\right]F\left(\varphi ,k\right)+k\sum _{n=1}^{\infty }{\frac {\sqrt {\prod _{i=1}^{n}k_{-i}}}{2^{n}}}\sin \varphi _{-n}^{L}\end{aligned}}}
L'intégrale elliptique complète de deuxième espèce est :
{\displaystyle E\left(k\right)=\left[1-k\left(\sum _{n=0}^{\infty }\prod _{i=0}^{n}{\frac {k_{-i}}{2^{n}}}\right)\right]K\left(k\right)}

#### Moyenne arithmético-géométrique
On remarque une formule de Gauss :
{\displaystyle F\left(a,b,\pi /2\right)={\frac {1}{2}}F\left(a_{-1},b_{-1},\pi \right)=F\left(a_{-1},b_{-1},\pi /2\right)=F\left({\frac {a+b}{2}},{\sqrt {ab}},\pi /2\right)}
Donc, on a :
{\displaystyle F\left(a,b,\pi /2\right)={\frac {\pi }{2\operatorname {AGM} (a,b)}}={\frac {1}{a}}K\left({\sqrt {1-\left({\frac {b}{a}}\right)^{2}}}\right)={\frac {2}{a+b}}K\left({\frac {a-b}{a+b}}\right)\Leftrightarrow \operatorname {AGM} (a,b)={\frac {\pi a}{2K\left({\sqrt {1-\left({\frac {b}{a}}\right)^{2}}}\right)}}={\frac {\pi \left(a+b\right)}{4K\left({\frac {a-b}{a+b}}\right)}}}
En opérant {\displaystyle a\rightarrow 1} et {\displaystyle b\rightarrow k}, on a :
{\displaystyle K(k)={\frac {\pi }{2\operatorname {AGM} (1,k')}}={\frac {\pi }{2\operatorname {AGM} (1+k,1-k)}}}

### Transformation de Gauss
On a aussi une transformation de Gauss des intégrales elliptiques de deuxième espèce.
{\displaystyle E\left(\varphi _{n+1}^{G},k_{n+1}\right)=\left(1+k_{n+1}'\right)E\left(\varphi _{n}^{G},k_{n}\right)-k_{n+1}'F\left(\varphi _{n+1}^{G},k_{n+1}\right)+\left(1-{\sqrt {1-k_{n+1}^{2}\sin ^{2}\varphi _{n+1}}}\right)\cot \varphi _{n+1}}
ce qui donne :
{\displaystyle E\left(\varphi _{n}^{G},k_{n}\right)=\left(1+k_{n}'\right)E\left(\varphi _{n-1}^{G},k_{n-1}\right)-k_{n}'F\left(\varphi _{n}^{G},k_{n}\right)+\left(1-{\sqrt {1-k_{n}^{2}\sin ^{2}\varphi _{n}}}\right)\cot \varphi _{n}}

## Transformations de Landen des intégrales elliptiques de troisième espèce
On a aussi une transformation de Landen et de Gauss des intégrales elliptiques de troisième espèce,.

## Transformation de Landen des fonctions elliptiques jacobiennes
Le module elliptique  initial est {\displaystyle 0<k<1}. La transformée de Landen croissante augmente le paramètre et la transformée de Landen décroissante diminue le paramètre. En répétant la transformation de Landen croissante, le paramètre converge vers 1 et la fonction elliptique se rapproche d'une fonction hyperbolique. En répétant la transformation de Landen décroissante, le paramètre converge vers 0 et la fonction elliptique se rapproche d'une fonction trigonométrique. Cette propriété rend la transformée de Landen utile pour les calculs numériques de fonctions elliptiques. On utilise ici la transformation de Landen pour la transformation croissante des fonctions elliptiques jacobiennes et la transformation de Gauss pour leur transformation décroissante.

### Démonstration de la transformation croissante
{\displaystyle \operatorname {sn} \left(u_{n},k_{n}\right)={\frac {{\frac {2}{1+k_{n}}}\operatorname {sn} \left(u_{n+1},k_{n+1}\right)\operatorname {cn} \left(u_{n+1},k_{n+1}\right)}{\sqrt {1-\left({\frac {2{\sqrt {k_{n}}}}{1+k_{n}}}\right)^{2}\operatorname {sn} ^{2}\left(u_{n+1},k_{n+1}\right)}}}={\frac {{\frac {2}{1+k_{n}}}\operatorname {sn} \left({\tfrac {1+k_{n}}{2}}u_{n},{\tfrac {2{\sqrt {k_{n}}}}{1+k_{n}}}\right)\operatorname {cn} \left({\tfrac {1+k_{n}}{2}}u_{n},{\tfrac {2{\sqrt {k_{n}}}}{1+k_{n}}}\right)}{\operatorname {dn} \left({\tfrac {1+k_{n}}{2}}u_{n},{\tfrac {2{\sqrt {k_{n}}}}{1+k_{n}}}\right)}}}
{\displaystyle \operatorname {cn} \left(u_{n},k_{n}\right)={\sqrt {1-\operatorname {sn} ^{2}\left(u_{n},k_{n}\right)}}={\frac {1-{\tfrac {2}{1+k_{n}}}\operatorname {sn} ^{2}\left({\tfrac {1+k_{n}}{2}}u_{n},{\tfrac {2{\sqrt {k_{n}}}}{1+k_{n}}}\right)}{\operatorname {dn} \left({\tfrac {1+k_{n}}{2}}u_{n},{\tfrac {2{\sqrt {k_{n}}}}{1+k_{n}}}\right)}}={\frac {\operatorname {dn} ^{2}\left({\tfrac {1+k_{n}}{2}}u_{n},{\tfrac {2{\sqrt {k_{n}}}}{1+k_{n}}}\right)-{\tfrac {1-k_{n}}{1+k_{n}}}}{{\tfrac {2k_{n}}{1+k_{n}}}\operatorname {dn} \left({\tfrac {1+k_{n}}{2}}u_{n},{\tfrac {2{\sqrt {k_{n}}}}{1+k_{n}}}\right)}}}
{\displaystyle \operatorname {dn} \left(u_{n},k_{n}\right)={\sqrt {1-k_{n}^{2}\operatorname {sn} ^{2}\left(u_{n},k_{n}\right)}}={\frac {1-{\tfrac {2k_{n}}{1+k_{n}}}\operatorname {sn} ^{2}\left({\tfrac {1+k_{n}}{2}}u_{n},{\tfrac {2{\sqrt {k_{n}}}}{1+k_{n}}}\right)}{\operatorname {dn} \left({\tfrac {1+k_{n}}{2}}u_{n},{\tfrac {2{\sqrt {k_{n}}}}{1+k_{n}}}\right)}}={\frac {\operatorname {dn} ^{2}\left({\tfrac {1+k_{n}}{2}}u_{n},{\tfrac {2{\sqrt {k_{n}}}}{1+k_{n}}}\right)+{\tfrac {1-k_{n}}{1+k_{n}}}}{{\tfrac {2}{1+k_{n}}}\operatorname {dn} \left({\tfrac {1+k_{n}}{2}}u_{n},{\tfrac {2{\sqrt {k_{n}}}}{1+k_{n}}}\right)}}}

### Démonstration de la transformation décroissante
En opérant les transformations {\displaystyle u_{n}\rightarrow {\frac {u_{n}}{1+k_{n}}}} et {\displaystyle k_{n}\rightarrow {\frac {1-k_{n}'}{1+k_{n}'}}} au sein de {\displaystyle \operatorname {sn} \left[(1+k_{n})u_{n},{\tfrac {2{\sqrt {k_{n}}}}{1+k_{n}}}\right]=\operatorname {sn} \left(u_{n+1},k_{n+1}\right)={\frac {\left(1+k_{n}\right)\operatorname {sn} \left(u_{n},k_{n}\right)}{1+k_{n}\operatorname {sn} ^{2}\left(u_{n},k_{n}\right)}}}, on a :
{\displaystyle \operatorname {sn} \left(u_{n},k_{n}\right)={\frac {{\tfrac {2}{1+k_{n}'}}\operatorname {sn} \left({\tfrac {1+k_{n}'}{2}}u_{n},{\tfrac {1-k_{n}'}{1+k_{n}'}}\right)}{1+{\tfrac {1-k_{n}'}{1+k_{n}'}}\operatorname {sn} ^{2}\left({\tfrac {1+k_{n}'}{2}}u_{n},{\tfrac {1-k_{n}'}{1+k_{n}'}}\right)}}}
{\displaystyle \operatorname {cn} \left(u_{n},k_{n}\right)={\sqrt {1-\operatorname {sn} ^{2}\left(u_{n},k_{n}\right)}}={\frac {\operatorname {cn} \left({\tfrac {1+k_{n}'}{2}}u_{n},{\tfrac {1-k_{n}'}{1+k_{n}'}}\right)\operatorname {dn} \left({\tfrac {1+k_{n}'}{2}}u_{n},{\tfrac {1-k_{n}'}{1+k_{n}'}}\right)}{1+{\tfrac {1-k_{n}'}{1+k_{n}'}}\operatorname {sn} ^{2}\left({\tfrac {1+k_{n}'}{2}}u_{n},{\tfrac {1-k_{n}'}{1+k_{n}'}}\right)}}}
{\displaystyle \operatorname {dn} \left(u_{n},k_{n}\right)={\sqrt {1-k_{n}^{2}\operatorname {sn} ^{2}\left(u_{n},k_{n}\right)}}={\frac {1-{\tfrac {1-k_{n}'}{1+k_{n}'}}\operatorname {sn} ^{2}\left({\tfrac {1+k_{n}'}{2}}u_{n},{\tfrac {1-k_{n}'}{1+k_{n}'}}\right)}{1+{\tfrac {1-k_{n}'}{1+k_{n}'}}\operatorname {sn} ^{2}\left({\tfrac {1+k_{n}'}{2}}u_{n},{\tfrac {1-k_{n}'}{1+k_{n}'}}\right)}}={\frac {\operatorname {dn} ^{2}\left({\tfrac {1+k_{n}'}{2}}u_{n},{\tfrac {1-k_{n}'}{1+k_{n}'}}\right)-{\tfrac {2k_{n}'}{1+k_{n}'}}}{{\tfrac {2}{1+k_{n}'}}-\operatorname {dn} ^{2}\left({\tfrac {1+k_{n}'}{2}}u_{n},{\tfrac {1-k_{n}'}{1+k_{n}'}}\right)}}}

### Conversion de nombres imaginaires
La transformation de Landen croissante et la transformation de Landen décroissante sont alternées par la transformation imaginaire.
{\displaystyle \operatorname {sn} \left(\mathrm {i} u,k'\right)=\mathrm {i} \operatorname {sc} \left(u,k\right)={\frac {\mathrm {i} \operatorname {sn} \left(u,k\right)}{\operatorname {cn} \left(u,k\right)}}}
En utilisant la transformation de Landen croissante, on a :
{\displaystyle {\frac {\mathrm {i} \operatorname {sn} \left(u,k\right)}{\operatorname {cn} \left(u,k\right)}}={\frac {\frac {{\tfrac {2\mathrm {i} }{1+k}}\operatorname {sn} \left({\tfrac {1+k}{2}}u,{\tfrac {2{\sqrt {k}}}{1+k}}\right)\operatorname {cn} \left({\tfrac {1+k}{2}}u,{\tfrac {2{\sqrt {k}}}{1+k}}\right)}{\operatorname {dn} \left({\tfrac {1+k}{2}}u,{\tfrac {2{\sqrt {k}}}{1+k}}\right)}}{\frac {\operatorname {dn} ^{2}\left({\tfrac {1+k}{2}}u,{\tfrac {2{\sqrt {k}}}{1+k}}\right)-{\tfrac {1-k}{1+k}}}{{\tfrac {2k}{1+k}}\operatorname {dn} \left({\tfrac {1+k}{2}}u,{\tfrac {2{\sqrt {k}}}{1+k}}\right)}}}={\frac {{\tfrac {4\mathrm {i} k}{(1+k)^{2}}}\operatorname {sn} \left({\tfrac {1+k}{2}}u,{\tfrac {2{\sqrt {k}}}{1+k}}\right)\operatorname {cn} \left({\tfrac {1+k}{2}}u,{\tfrac {2{\sqrt {k}}}{1+k}}\right)}{\operatorname {dn} ^{2}\left({\tfrac {1+k}{2}}u,{\tfrac {2{\sqrt {k}}}{1+k}}\right)-{\tfrac {1-k}{1+k}}}}}
En utilisant la transformation imaginaire, on a :
{\displaystyle \operatorname {sn} \left(\mathrm {i} u,k'\right)={\frac {{\tfrac {4k}{(1+k)^{2}}}\operatorname {sc} \left({\tfrac {1+k}{2}}\mathrm {i} u,{\tfrac {1-k}{1+k}}\right)\operatorname {nc} \left({\tfrac {1+k}{2}}\mathrm {i} u,{\tfrac {1-k}{1+k}}\right)}{\operatorname {dc} ^{2}\left({\tfrac {1+k}{2}}\mathrm {i} u,{\tfrac {1-k}{1+k}}\right)-{\tfrac {1-k}{1+k}}}}={\frac {{\tfrac {4k}{(1+k)^{2}}}\operatorname {sn} \left({\tfrac {1+k}{2}}\mathrm {i} u,{\tfrac {1-k}{1+k}}\right)}{\operatorname {dn} ^{2}\left({\tfrac {1+k}{2}}\mathrm {i} u,{\tfrac {1-k}{1+k}}\right)-{\tfrac {1-k}{1+k}}\operatorname {cn} ^{2}\left({\tfrac {1+k}{2}}\mathrm {i} u,{\tfrac {1-k}{1+k}}\right)}}={\frac {{\tfrac {2}{1+k}}\operatorname {sn} \left({\tfrac {1+k}{2}}\mathrm {i} u,{\tfrac {1-k}{1+k}}\right)}{1+{\tfrac {1-k}{1+k}}\operatorname {sn} ^{2}\left({\tfrac {1+k}{2}}\mathrm {i} u,{\tfrac {1-k}{1+k}}\right)}}}
En opérant {\displaystyle \mathrm {i} u\rightarrow u} et {\displaystyle k'\rightarrow k}, on a :
{\displaystyle {\begin{aligned}\operatorname {sn} \left(u,k\right)&={\frac {{\tfrac {2}{1+k'}}\operatorname {sn} \left({\tfrac {1+k'}{2}}u,{\tfrac {1-k'}{1+k'}}\right)}{1+{\tfrac {1-k'}{1+k'}}\operatorname {sn} ^{2}\left({\tfrac {1+k'}{2}}u,{\tfrac {1-k'}{1+k'}}\right)}}\end{aligned}}}
Il s'agit d'une transformation de Landen décroissante.

### Transformations de degré supérieur
Les transformations de modules suivantes peuvent être effectuées à l'aide des Amplitudinis Sine et des Amplitudinis Delta :
{\displaystyle {\begin{aligned}K(k)&={\frac {3\operatorname {sn} \left[{\tfrac {1}{3}}K(k),k\right]}{2-\operatorname {sn} \left[{\tfrac {1}{3}}K(k),k\right]}}K\left(k^{3}\operatorname {sn} \left[{\tfrac {1}{3}}K(k),k\right]^{4}\right)\\&={\frac {5}{1+2\operatorname {dn} \left[{\tfrac {2}{5}}K(k),k\right]+2\operatorname {dn} \left[{\tfrac {4}{5}}K(k),k\right]}}K\left(k^{5}\operatorname {sn} \left[{\tfrac {1}{5}}K(k),k\right]^{4}\operatorname {sn} \left[{\tfrac {3}{5}}K(k),k\right]^{4}\right)\\&={\frac {7}{1+2\operatorname {dn} \left[{\tfrac {2}{7}}K(k),k\right]+2\operatorname {dn} \left[{\tfrac {4}{7}}K(k),k\right]+2\operatorname {dn} \left[{\tfrac {6}{7}}K(k),k\right]}}K\left(k^{7}\operatorname {sn} \left[{\tfrac {1}{7}}K(k),k\right]^{4}\operatorname {sn} \left[{\tfrac {3}{7}}K(k),k\right]^{4}\operatorname {sn} \left[{\tfrac {5}{7}}K(k),k\right]^{4}\right)\end{aligned}}}
Ici, la fonction sinus de Jacobi {\displaystyle \operatorname {sn} \left[{\tfrac {1}{3}}K(k),k\right]} est solution de l'équation {\displaystyle k^{2}x^{4}-2k^{2}x^{3}+2x-1=0}.
Globalement, la formule suivante s'applique à toutes les valeurs {\displaystyle n\in \mathbb {N} } et {\displaystyle 0\leqslant k\leqslant 1} :
{\displaystyle K(k)={\frac {n}{\sum _{a=1}^{n}\operatorname {dn} \left[{\frac {2a}{n}}K(k),k\right]}}K\left(k^{n}\prod _{a=1}^{n}\operatorname {sn} \left[{\frac {2a-1}{n}}K(k),k\right]^{2}\right)}
{\displaystyle F\left(\arctan x,k\right)={\frac {1}{\sum _{a=1}^{n}\operatorname {dn} \left[{\frac {2a}{n}}K(k),k\right]}}F\left(\sum _{a=1}^{n}\arctan \left\{\operatorname {dn} \left[{\frac {2a}{n}}K(k),k\right]x\right\},k^{n}\prod _{a=1}^{n}\operatorname {sn} \left[{\frac {2a-1}{n}}K(k),k\right]^{2}\right)}
Deux exemples de la transformation du troisième degré susmentionnée sont présentés ci-dessous :
| {\displaystyle \left({\tfrac {3{\sqrt {6}}}{8}}\right)^{2}\left({\color {navy}{\tfrac {2}{3}}}\right)^{4}-2\left({\tfrac {3{\sqrt {6}}}{8}}\right)^{2}\left({\color {navy}{\tfrac {2}{3}}}\right)^{3}+2\left({\color {navy}{\tfrac {2}{3}}}\right)-1=0\Leftrightarrow x=\operatorname {sn} \left[{\tfrac {1}{3}}K\left({\tfrac {3{\sqrt {6}}}{8}}\right),{\tfrac {3{\sqrt {6}}}{8}}\right]={\color {navy}{\tfrac {2}{3}}}} {\displaystyle K\left({\tfrac {3{\sqrt {6}}}{8}}\right)={\frac {3\operatorname {sn} \left[{\tfrac {1}{3}}K\left({\tfrac {3{\sqrt {6}}}{8}}\right),{\tfrac {3{\sqrt {6}}}{8}}\right]}{2-\operatorname {sn} \left[{\tfrac {1}{3}}K\left({\tfrac {3{\sqrt {6}}}{8}}\right),{\tfrac {3{\sqrt {6}}}{8}}\right]}}\;K\left\{k^{3}\operatorname {sn} \left[{\tfrac {1}{3}}K\left({\tfrac {3{\sqrt {6}}}{8}}\right),{\tfrac {3{\sqrt {6}}}{8}}\right]^{4}\right\}={\tfrac {3}{2}}K\left[\left({\tfrac {3{\sqrt {6}}}{8}}\right)^{3}\left({\color {navy}{\tfrac {2}{3}}}\right)^{4}\right]={\tfrac {3}{2}}K\left({\tfrac {\sqrt {6}}{16}}\right)} |
| {\displaystyle \left({\tfrac {5{\sqrt {10}}}{16}}\right)^{2}\left({\color {navy}{\tfrac {4}{5}}}\right)^{4}-2\left({\tfrac {5{\sqrt {10}}}{16}}\right)^{2}\left({\color {navy}{\tfrac {4}{5}}}\right)^{3}+2\left({\color {navy}{\tfrac {4}{5}}}\right)-1=0\Leftrightarrow x=\operatorname {sn} \left[{\tfrac {1}{3}}K\left({\tfrac {5{\sqrt {10}}}{16}}\right),\left({\tfrac {5{\sqrt {10}}}{16}}\right)\right]={\color {navy}{\tfrac {4}{5}}}} {\displaystyle K\left({\tfrac {5{\sqrt {10}}}{16}}\right)={\frac {3\operatorname {sn} \left[{\tfrac {1}{3}}K\left({\tfrac {5{\sqrt {10}}}{16}}\right),{\tfrac {5{\sqrt {10}}}{16}}\right]}{2-\operatorname {sn} \left[{\tfrac {1}{3}}K\left({\tfrac {5{\sqrt {10}}}{16}}\right),{\tfrac {5{\sqrt {10}}}{16}}\right]}}\;K\left\{k^{3}\operatorname {sn} \left[{\tfrac {1}{3}}K\left({\tfrac {5{\sqrt {10}}}{16}}\right),{\tfrac {5{\sqrt {10}}}{16}}\right]^{4}\right\}=2K\left[\left({\tfrac {5{\sqrt {10}}}{16}}\right)^{3}\left({\color {navy}{\tfrac {4}{5}}}\right)^{4}\right]=2K\left({\tfrac {\sqrt {10}}{8}}\right)} |
En les comparant selon un motif en forme de X, des modules elliptiques complémentaires de Pythagore deviennent visibles des deux côtés de l'échelle de l'équation :
| {\displaystyle K\left({\color {limegreen}{\tfrac {3{\sqrt {6}}}{8}}}\right)={\tfrac {3}{2}}K\left({\color {navy}{\tfrac {\sqrt {6}}{16}}}\right)} {\displaystyle K\left({\color {navy}{\tfrac {5{\sqrt {10}}}{16}}}\right)=2K\left({\color {limegreen}{\tfrac {\sqrt {10}}{8}}}\right)} |
Les modules de même couleur sont complémentaires les uns des autres en termes pythagoriciens.

## Récapitulatif

### Modules parent et enfant
| {\displaystyle k_{n+1}={\frac {2{\sqrt {k_{n}}}}{1+k_{n}}}={\frac {2{\sqrt[{4}]{1-k_{n}'^{2}}}}{1+{\sqrt {1-k_{n}'^{2}}}}}} | {\displaystyle k_{n+1}'={\frac {1-k_{n}}{1+k_{n}}}={\frac {1-{\sqrt {1-k_{n}'^{2}}}}{1+{\sqrt {1-k_{n}'^{2}}}}}}             |
| {\displaystyle k_{n-1}={\frac {1-{\sqrt {1-k_{n}^{2}}}}{1+{\sqrt {1-k_{n}^{2}}}}}={\frac {1-k_{n}'}{1+k_{n}'}}}             | {\displaystyle k_{n-1}'={\frac {2{\sqrt[{4}]{1-k_{n}^{2}}}}{1+{\sqrt {1-k_{n}^{2}}}}}={\frac {2{\sqrt {k_{n}'}}}{1+k_{n}'}}} |

### Intégrales elliptiques de première espèce
|        | Transformation croissante | Transformation décroissante |
| ------ | --- | --- |
| Landen | {\displaystyle \textstyle F\left(\varphi ,k\right)={\frac {2}{1+k}}F\left(\arcsin {\sqrt {\frac {1+k\sin ^{2}\varphi -\cos \varphi {\sqrt {1-k^{2}\sin ^{2}\varphi }}}{2}}},{\frac {2{\sqrt {k}}}{1+k}}\right)} | {\displaystyle \textstyle F\left(\varphi ,k\right)={\frac {1}{1+k'}}F\left(\arccos {\frac {1-\left(1+k'\right)\sin ^{2}\varphi }{\sqrt {1-k^{2}\sin ^{2}\varphi }}},{\frac {1-k'}{1+k'}}\right)} |
| Gauss  | {\displaystyle \textstyle F\left(\varphi ,k\right)={\frac {1}{1+k}}F\left(\arcsin {\frac {(1+k)\sin \varphi }{1+k\sin ^{2}\varphi }},{\frac {2{\sqrt {k}}}{1+k}}\right)}                                        | {\displaystyle \textstyle F\left(\varphi ,k\right)={\frac {2}{1+k'}}F\left(\arcsin {\frac {\left(1+k'\right)\sin \varphi }{1+{\sqrt {1-k^{2}\sin ^{2}\varphi }}}},{\frac {1-k'}{1+k'}}\right)}   |

{\displaystyle F\left(\varphi ,k\right)=\ln \tan \left({\frac {\varphi _{\infty }^{L}}{2}}+{\frac {\pi }{4}}\right)\prod _{n=0}^{\infty }{\frac {2}{1+k_{n}}}=\ln \tan \left({\frac {\varphi _{\infty }^{L}}{2}}+{\frac {\pi }{4}}\right){\frac {\sqrt {\prod _{n=0}^{\infty }k_{n}}}{k}}=\lim _{n\rightarrow \infty }\varphi _{-n}^{L}\prod _{i=1}^{n}{\frac {1+k_{-i}}{2}}=\lim _{n\rightarrow \infty }\varphi _{-n}^{L}{\frac {k_{-n}}{k{\sqrt {\prod _{i=1}^{n}k_{-i}}}}}}
{\displaystyle F\left(\varphi ,k\right)=\lim _{n\rightarrow \infty }\ln \tan \left({\frac {\varphi _{n}^{G}}{2}}+{\frac {\pi }{4}}\right)\prod _{i=0}^{n}{\frac {1}{1+k_{i}}}=\lim _{n\rightarrow \infty }\ln \tan \left({\frac {\varphi _{n}^{G}}{2}}+{\frac {\pi }{4}}\right){\frac {\sqrt {\prod _{i=0}^{n}k_{n}}}{2^{n}k}}=\varphi _{-\infty }^{G}\prod _{n=1}^{\infty }\left(1+k_{-n}\right)=\varphi _{-\infty }^{G}\lim _{n\rightarrow \infty }{\frac {2^{n}k_{-n}}{k{\sqrt {\prod _{i=1}^{n}k_{-i}}}}}}
|        | Transformation croissante | Transformation décroissante                                                                    |
| ------ | --- | ---------------------------------------------------------------------------------------------- |
| Landen | {\displaystyle \textstyle K\left(k\right)={\frac {2}{1+k}}F\left(\arcsin {\sqrt {\frac {1+k}{2}}},{\frac {2{\sqrt {k}}}{1+k}}\right)} | {\displaystyle \textstyle K\left(k\right)={\frac {2}{1+k'}}K\left({\frac {1-k'}{1+k'}}\right)} |
| Gauss  | {\displaystyle \textstyle K\left(k\right)={\frac {1}{1+k}}K\left({\frac {2{\sqrt {k}}}{1+k}}\right)}                                  | {\displaystyle \textstyle K\left(k\right)={\frac {2}{1+k'}}K\left({\frac {1-k'}{1+k'}}\right)} |

|       | Transformation décroissante |
| ----- | --- |
| Gauss | {\displaystyle K(k)={\frac {\pi }{2}}\prod _{n=0}^{\infty }{\frac {2}{1+k_{-n}'}}={\frac {\pi }{2}}\prod _{n=1}^{\infty }\left(1+k_{-n}\right)} |

| {\displaystyle {\frac {K\left(k'_{n}\right)}{K\left(k_{n}\right)}}=2{\frac {K\left(k_{n+1}'\right)}{K\left(k_{n+1}\right)}}} |

### Intégrales elliptiques de deuxième espèce
|        | Transformation décroissante |
| ------ | --- |
| Landen | {\displaystyle \textstyle E\left(\varphi ,k\right)={\frac {1+k'}{2}}E\left(\arccos {\frac {1-\left(1+k'\right)\sin ^{2}\varphi }{\sqrt {1-k^{2}\sin ^{2}\varphi }}},{\frac {1-k'}{1+k'}}\right)-{\frac {k'}{1+k'}}F\left(\arccos {\frac {1-\left(1+k'\right)\sin ^{2}\varphi }{\sqrt {1-k^{2}\sin ^{2}\varphi }}},{\frac {1-k'}{1+k'}}\right)+{\frac {k^{2}\sin \left(2\varphi \right)}{4{\sqrt {1-k^{2}\sin ^{2}\varphi }}}}} |

{\displaystyle E\left(\varphi ,k\right)=\left[1-{\frac {k^{2}}{2}}\left(\sum _{n=0}^{\infty }\prod _{i=1}^{n}{\frac {k_{-i}}{2^{n}}}\right)\right]F\left(\varphi ,k\right)+k\sum _{n=1}^{\infty }{\frac {\sqrt {\prod _{i=1}^{n}k_{-i}}}{2^{n}}}\sin \varphi _{-n}^{L}}
|        | Transformation décroissante |
| ------ | --- |
| Landen | {\displaystyle \textstyle E\left(k\right)=\left(1+k'\right)E\left({\frac {1-k'}{1+k'}}\right)-{\frac {2k'}{1+k'}}K\left({\frac {1-k'}{1+k'}}\right)} |

### Fonctions elliptiques jacobiennes de base
| Transformation croissante (Landen) | Transformation décroissante (Gauss) |
| --- | --- |
| {\displaystyle \operatorname {sn} \left(u,k\right)={\frac {{\tfrac {2}{1+k}}\operatorname {sn} \left({\tfrac {1+k}{2}}u,{\tfrac {2{\sqrt {k}}}{1+k}}\right)\operatorname {cn} \left({\tfrac {1+k}{2}}u,{\tfrac {2{\sqrt {k}}}{1+k}}\right)}{\operatorname {dn} \left({\tfrac {1+k}{2}}u,{\tfrac {2{\sqrt {k}}}{1+k}}\right)}}} | {\displaystyle \operatorname {sn} \left(u,k\right)={\frac {{\tfrac {2}{1+k'}}\operatorname {sn} \left({\tfrac {1+k'}{2}}u,{\tfrac {1-k'}{1+k'}}\right)}{1+{\tfrac {1-k'}{1+k'}}\operatorname {sn} ^{2}\left({\tfrac {1+k'}{2}}u,{\tfrac {1-k'}{1+k'}}\right)}}}                                                        |
| {\displaystyle \operatorname {cn} \left(u,k\right)={\frac {\operatorname {dn} ^{2}\left({\tfrac {1+k}{2}}u,{\tfrac {2{\sqrt {k}}}{1+k}}\right)-{\tfrac {1-k}{1+k}}}{{\tfrac {2k}{1+k}}\operatorname {dn} \left({\tfrac {1+k}{2}}u,{\tfrac {2{\sqrt {k}}}{1+k}}\right)}}}                                                       | {\displaystyle \operatorname {cn} \left(u,k\right)={\frac {\operatorname {cn} \left({\tfrac {1+k'}{2}}u,{\tfrac {1-k'}{1+k'}}\right)\operatorname {dn} \left({\tfrac {1+k'}{2}}u,{\tfrac {1-k'}{1+k'}}\right)}{1+{\tfrac {1-k'}{1+k'}}\operatorname {sn} ^{2}\left({\tfrac {1+k'}{2}}u,{\tfrac {1-k'}{1+k'}}\right)}}} |
| {\displaystyle \operatorname {dn} \left(u,k\right)={\frac {\operatorname {dn} ^{2}\left({\tfrac {1+k}{2}}u,{\tfrac {2{\sqrt {k}}}{1+k}}\right)+{\tfrac {1-k}{1+k}}}{{\tfrac {2}{1+k}}\operatorname {dn} \left({\tfrac {1+k}{2}}u,{\tfrac {2{\sqrt {k}}}{1+k}}\right)}}}                                                        | {\displaystyle \operatorname {dn} \left(u,k\right)={\frac {{\tfrac {1-k'}{1+k'}}-\left[1-\operatorname {dn} ^{2}\left({\tfrac {1+k'}{2}}u,{\tfrac {1-k'}{1+k'}}\right)\right]}{{\tfrac {1-k'}{1+k'}}+\left[1-\operatorname {dn} ^{2}\left({\tfrac {1+k'}{2}}u,{\tfrac {1-k'}{1+k'}}\right)\right]}}}                   |